# Jaguar (strip)
Jaguar is een Belgische stripreeks van scenarist Jean Dufaux en tekenaar Jan Bosschaert. Het eerste nummer verscheen in november 2001 bij uitgeverij Casterman.

Op een andere op aarde gelijkende planeet leven twee stammen in de jungle. De amazones in de stad Maya en de kluizenaars, een primitieve vredelievende stam, in het woud.